# Бінгьоль (провінція)
Бінгьоль (тур. Bingöl) — провінція на сході Туреччини. Площа 8 402 км². Населення 245 243 чоловік (2007). Адміністративний центр — місто Бінгьоль. 